# Steven Milloy
Steven J. Milloy (...) è un opinionista statunitense ed un commentatore della TV americana Fox News nonché avvocato di alcune multinazionali fra cui la Exxon Mobil (petrolifera), la Philip Morris (tabacco) e altre.

## Biografia
È altresì gestore del sito junkscience.com, dedicato allo "smascheramento" di quelle che Milloy etichetta come "falsi dati ed analisi scientifiche". Fra le altre cose, egli critica l'abolizione dell'uso del DDT e i limiti posti all'uso delle plastiche a base di PVC (entrambi ritenuti cancerogeni), è scettico riguardo ai rischi del riscaldamento globale, ritiene che il fumo passivo non sia correlabile all'insorgenza del cancro e che il buco nell'ozono o la sindrome della mucca pazza non siano stati dei rischi concreti.
Gestisce anche i siti CSRWatch.com (che critica le imprese che adottano politiche di responsabilità sociale) e ultimateglobalwarmingchallenge.com (scettico sui rischi del riscaldamento globale)
È stato fortemente criticato per i finanziamenti che le sue organizzazioni ricevono dalle compagnie petrolifere e del tabacco.
Una commissione del Senato degli Stati Uniti D'America lo ha altresì classificato come "lobbyist" per conto di una molteplicità di società americane, fra cui industrie chimiche della filiera del cloro (sostanza -guardacaso- contenuta nel DDT e nel PVC), minerarie, Edison electric (energia fossile e nucleare), Monsanto e altre. Nonostante ciò, Milloy nega di svolgere attività di lobbying per chicchessia e di avere interessi economici su queste tematiche.